# Världsmästerskapen i skidskytte 1970
Världsmästerskapen i skidskytte 1970 var det tionde världsmästerskapet i skidskytte och hölls i Östersund i Sverige. Till och med 1983 anordnades världsmästerskap i skidskytte endast för herrar.

## Herrar

### 20 kilometer individuellt
| Placering | Tävlande           | Land          |
| --------- | ------------------ | ------------- |
| 1         | Aleksandr Tichonov | Sovjetunionen |
| 2         | Tor Svendsberget   | Norge         |
| 3         | Viktor Mamatov     | Sovjetunionen |

### 4 x 7,5 kilometer stafett
| Placering | Land          | Tävlande                                                         |
| --------- | ------------- | ---------------------------------------------------------------- |
| 1         | Sovjetunionen | Aleksandr Tichonov Viktor Mamatov Rinnat Safin Aleksandr Usjakov |
| 2         | Norge         | Tor Svendsberget Ragnar Tveiten Magnar Solberg Esten Gjelten     |
| 3         | Östtyskland   | Hans-Günther Jahn Hans-Jörg Knauthe Dieter Speer Horst Koschka   |

## Medaljfördelning
| Placering | Land          | Guld | Silver | Brons | Totalt |
| --------- | ------------- | ---- | ------ | ----- | ------ |
| 1         | Sovjetunionen | 2    | 0      | 1     | 3      |
| 2         | Norge         | 0    | 2      | 0     | 2      |
| 3         | Östtyskland   | 0    | 0      | 1     | 1      |